# Stanisław Kuta
Stanisław Wojciech Kuta (ur. 1942) – polski inżynier elektronik, profesor nauk technicznych, wykładowca Akademii Górniczo-Hutniczej (na emeryturze) oraz Państwowej Wyższej Szkoły Zawodowej w Tarnowie. Obszar jego zainteresowań naukowych stanowią mikroelektronika, układy i systemy elektroniczne.
W 2022 został odznaczony Krzyżem Kawalerskim Orderu Odrodzenia Polski.